# Žiče (gmina Domžale)
Žiče – wieś w Słowenii, w gminie Domžale. W 2018 roku liczyła 62 mieszkańców.